# 印度兒童人口販運問題
印度兒童人口販運問題（英語：child trafficking in India）的數量很高。根據印度國家犯罪記錄局（NCRB）提供的數據，該國平均每8分鐘便有一名兒童失蹤。有部分案例是兒童在家中被擄走，然後在市場上賣掉。另有部分案例是兒童被以提供工作機會為餌，騙至人口販運者手中，這些兒童抵達目的地後便淪為奴役對象。印度有眾多兒童因勞役、乞討、性剝削等不同原因而遭販運。由於此類犯罪具有隱蔽性，追蹤困難，加上政府執法不力，十分難以預防。有鑑於此，此議題僅能依據粗略的估計值來討論。因為許多遭販運的受害者來自印度、途經印度，或最終目的地為印度，讓印度成為兒童人口販運的一個重要集中地。多數的此類販運案件皆於印度國內發生，但也有相當數量的兒童由尼泊爾及孟加拉國販運至印度。導致兒童人口販運的成因眾多，最主要的因素為貧窮、執法力度薄弱，以及缺乏優質公共教育資源。這類販運者或是來自印度的其他地區，但也可能是兒童所熟識之人。遭販運後能幸運返回家鄉的，往往並未受到歡迎，而是在其所屬社群中遭受羞辱。

## 成因
印度兒童人口販運的部分根本成因為貧窮、教育資源匱乏，以及得負擔家計的壓力。印度的失業率相對偏低（聯合國開發計畫署估計約為3.5%）。此外，可供賺錢的機會並不多。而當兒童有了工作機會，卻極易遭受剝削 - 生活於貧窮線下的兒童，往往被迫以性交易來換取棲身之所或是食物，部分父母為擺脫貧窮或是償還債務，甚至被迫將子女販售給人口販運者。經常有兒童受犯罪集團販運，然後強迫他們於街頭行乞。

### 教育資源匱乏
印度缺乏優質的教育資源，以及尤其是貧窮人口中偏低的識字率，皆助長兒童人口販運發生率。教育資源不足的困境，對所有相關人都造成影響，導致更嚴重的後果。就兒童而言，缺乏受教育機會，不僅會限制他們的未來發展，亦可能對其心理健康造成負面影響。此現象亦與日漸增強的脆弱感、低落的自尊心，以及對自身權利的無知有關聯。缺乏完善的公共教育體系，以及經濟上的不安全感，使得兒童在非技術性勞動領域（例如建築業及家事服務業）尋求工作機會，遠比追求教育更具吸引力。缺乏優質且經濟實惠的教育機會，以及經濟上的不安全感，導致父母會在自身角度而低估教育的重要性。這種情況在女孩身上尤為顯著。當父母權衡女兒的教育費用與家庭開銷時，往往會將女兒的教育犧牲掉。由於教育所帶來的經濟效益需在未來才能顯現，相對上，當下教育的價值便顯得相當低落。印度社會中，弱勢及邊緣化群體所面臨的經濟機會不足，亦佐證此一論點。人口販運者便利用這種教育機會不足，經常以穩定的高報酬工作為餌，誘騙父母與子女一同落入圈套。

### 其他因素
除印度在體制上的缺失之外，傳統的宗教及文化習俗亦對弱勢兒童構成威脅。舉例而言，在印度部分地區，年少女孩（8-16歲）會被迫進入德瓦達斯制度，她們被獻予村落長老作為侍妾，"終生淪為宗教名下的性奴隸"。童婚亦為導致兒童人口販運的主要成因之一。許多印度兒童/青少年也因為外國遊客對兒童性交易的需求而遭到販運。在那些對兒童性剝削有嚴格法律制裁，以及社會觀感對此癖好極度厭惡的國家，會有某些人為兒童性交易而專程前往印度。

## 目的
兒童人口販運的目的包含但不限於：非自願的家庭奴役、強迫童工、非法活動、童兵，以及商業性剝削。

### 非自願的家庭奴役
在家庭幫傭這方面，兒童非常容易受騙、利用及遭到傷害。他們經常被告知受聘於中產階級家庭擔任家事幫傭，且待遇優渥，然而，他們最終往往使拿到極低的工資、受虐待，甚至有時會遭受性侵犯。此類型的販運案件極難偵查，因為事件發生於缺乏公權力介入的私人宅邸內。每年有有數十萬名印度女孩從鄉村地區被販運至都市地區，從事家事幫傭。

### 強迫童工
依印度法律，兒童可從事輕度工作，而他們經常遭販運去從事債役勞動及家事勞動，並且工作時數遠超出該國所允許的程度。兒童亦被迫於磚窯或採石場擔任債役勞工，以償還其父母積欠放款人及僱主的債務。他們在工作時經常會被扣上束縛性裝置，以防止他們逃離。其他兒童則可能因遭受肉體、精神或性的殘酷凌虐，而身陷更為嚴重的困境。印度鄉村地區的兒童遷移到，或遭販運至紡紗廠、棉籽種植、體力勞動、家庭住宅家事勞動、採石場、磚窯及茶園等產業就業，他們被迫於危險的環境中工作，卻僅得極低的報酬或甚至毫無報酬。那些被迫勞動的人們投入勞動力大軍，喪失自由，實際上算是淪為奴隸，完全失去童年。

### 非法活動
兒童通常更為弱勢，較成年人更易被選為人口販運的對象，以從事乞討及提供人體器官交易等非法活動。這些兒童不僅被迫行乞，有相當數量的兒童的肢體甚至遭到集團首腦強行截掉，或是被潑灑強酸導致失明。只因殘缺者通常較能乞得更多的金錢，而成為他們經常遭受此類暴虐的原因。販運者會欺騙或強迫兒童捐獻器官用於交易，此類案例時有所聞。
聯合國兒童基金會（UNICEF）估計目前在全球超過30場武裝衝突中，有多於30萬名18歲以下的兒童/青少年被強迫參戰，淪為犧牲品。其中大多數童兵年齡介於15至18歲之間，但亦有部分兒童年僅7或8歲。大量兒童/青少年遭到綁架，被迫當兵參戰。另有部分兒童被用作搬運工、伙伕、警衛、僕役、信差或是間諜。許多這類年幼的士兵遭受性虐待，有的會導致非預期懷孕及感染性傳染病。部分兒童被迫對其家人及所屬社群犯下殘酷暴行。報告指出，兒童被反印度政府的納薩爾派脅迫加入兒童部隊（"Bal Dasta"），他們接受訓練，被用作信差及線人，安裝簡易爆炸裝置，以及在前線與印度國家安全警衛隊作戰。

### 商業性剝削
遭受商業性剝削的兒童，會被用於色情產品製作、賣淫及強暴等不法行為。僅在孟買市一地，婦女與兒童的商業性剝削市場（CSE）每年即有約4億美元的產值。儘管取得關於兒童人口販運數量的準確數據極為困難，但由印度婦女暨兒童發展部（MWCD）所贊助的研究與調查估計，該國約有3百萬名性工作者，其中約有40%為兒童/青少年。且由於顧客癖好，對於極幼齡女孩被引入賣淫行業的需求日益增長。這些兒童/青少年因遭受性剝削而造成諸多嚴峻的後果。

## 普遍性
兒童人口販運在印度是個極為常見的現象，且持續快速擴散。依據國家犯罪紀錄局（NCRB）的數據，該國在過去10年中，幼女（18歲以下）的人口販運案件增加14倍，而在2014年的成長率更達到65%。各地人口販運案件不斷增加的相關報告不勝枚舉。根據美國國務院提供的數據，全球每年約有60萬至82萬人遭到跨越國界的人口販運，其中高達50%為兒童。而在亞洲，此無疑是個日益嚴重的問題，眾多兒童因各種因素持續遭受人口販運及剝削。特別是在印度，估計每年約有13萬5千名兒童遭到販運。
印度國家人權委員會（NHRC）在接獲來自媒體、警方及非政府組織（NGO）關於印度境內有人口販運案件數量激增報告後，隨即於2005年展開一項研究。研究發現印度正迅速淪為以性及非性目的販運婦女及兒童的來源地、中轉站及目的地。自此一發現雖經確認，仍在持續惡化中，並已演變成一極為嚴重的問題。將近兩萬名印度兒童及婦女於2016年遭受人口販運。此數據較2015年成長近25%。最令人憂慮的地區為安德拉邦、比哈爾邦、卡納塔卡邦、北方邦、馬哈拉什特拉邦、中央邦、拉賈斯坦邦、奧迪薩邦及西孟加拉邦等較為貧困的邦。發生兒童人口販運案件數量最多的為阿薩姆邦，當地的案件數目佔據全國總數的38%。雖然印度某些特定區域的問題較為嚴重，但已蔓延至全國各地。由於兒童人口販運為非法行為，其過程極為隱密，欲取得關於此議題的精確數據相當困難。從現有的資訊來看，無論是過去10年，或是每一年，案件數量皆呈現明顯的增長趨勢。此現象令人極為擔憂，且數據似乎指向一個推論 - 即趨勢會持續攀升。

## 印度相關概略數據
- 於1998年，大約有5千至1千名尼泊爾女孩，其中部分年僅9至10歲，遭人口販運至印度城市的紅燈區。當時印度妓院已有超過25萬名尼泊爾婦女及女孩身陷其中。[27]
- 依據聯合國兒童基金會的數據，該國有1,260萬名兒童從事危險性的工作。[28]
- 2009年的估計資料，該國約有120萬名兒童遭人口販運，用於性剝削，包括賣淫或製作性虐待影片。[25]
- 印度人口販運中僅有10%為跨國性，而90%為跨邦性。[29]
- 根據印度國家人權委員會（英语：National Human Rights Commission of India）的報告，該國每年約有4萬名兒童遭到綁架，其中11,000名下落不明。[29]
- 非政府組織估計，每年約有12,000至50,000名婦女及兒童自鄰近國家販運至印度，加入賣淫活動。[3]
- 估計印度約有30萬名兒童乞丐。[14]
- 每年印度有44,000名兒童淪入犯罪集團的掌控之中。[14]
- 於2015年，印度境內僅偵辦4,203起人口販運案件。[30]
- 於2014年， 印度所有遭人口販運的受害者中，76%為婦女及女孩。[31]
- 兒童在印度性工作者中的佔比約為40%。[3]
- 估計有超過200萬名婦女及兒童遭人口販運至印度紅燈區，從事賣淫活動。[5]
- 印度政府估計遭受性販運的兒童中，女孩佔多數。[5]
- 根據印度中央調查局（CBI）於2009年提出的報告，估計該國約有120萬名兒童從事賣淫活動。[32]

## 打擊行動
印度政府正從多方面著手以打擊兒童人口販運。中央政府在政策與法律層面雙管齊下，推出多項方案，並修正相關法令。各邦政府亦配合中央政策，於地方層級落實相關措施。至於方案與法律執行上的缺口，則仰賴非政府組織積極投入，共同為保護兒童而努力。

### 印度政府的因應
雖然印度被視為人口販運的中心，但此議題在政府的優先順序中排名偏低。《印度1956年傷風敗俗活動防治法（THE IMMORAL TRAFFIC (PREVENTION) ACT 1956）》制定的目的在防止婦女及兒童遭受人口販運及性剝削，然而該法並未對"人口販運"提供明確的定義。印度於2003年實施《聯合國打擊跨國有組織犯罪公約》，包含有三項議定書，特別的是《關於預防、禁止和懲治販運人口特別是婦女和兒童行為的補充議定書》。該議定書"提供一項關於人口販運的共同定義。目的在透過所謂的"三個P原則" - 起訴（Prosecution）加害者、保護（Protection）受害者及預防（Prevention）人口販運，以全面性解決人口販運問題。"
此議定書將人口販運定義為"以威脅或使用武力或其他形式的脅迫、綁架、欺詐、欺騙、濫用權力或利用弱勢處境，或透過給予或接受付費或利益，以取得對他人具控制權者之同意，為達剝削之目的，而進行招募、運輸、轉移、窩藏或接收人員的行為。剝削至少應包含利用他人賣淫或進行其他形式的性剝削、強迫勞動或服務、奴役或類似奴役之行為、束縛或是摘取器官。"

### 反兒童人口販運單位
在印度，坦米爾那都邦是唯一成立反兒童人口販運單位（ACTU）的邦，此單位的成立源於名為納塔拉詹·V（Natarajan V）律師所提出的《人身保護令》請願（HCP 881/2016），馬德拉斯高等法院的納加穆圖法官（ Justice Nagamuthu ）及巴拉蒂達桑法官（Justice Bharathidhasan）做出具有重要意義的判決。這是坦米爾那都邦在預防兒童人口販運方面的重要里程碑作為之一。此ACTU已成功營救超過三萬名兒童。在國際層面，聯合國等政府間組織自二十世紀初以來，便已開始推行各項措施，以處理兒童人口販運問題，但其成效不一。其中較為著名的有聯合國於1948年通過的《世界人權宣言》，以及2000年通過的《關於預防、禁止和懲治販運人口特別是婦女和兒童行為的補充議定書》。
在國家層面，印度憲法第23條明確禁止人口販運行為。印度政府亦通過其他法案，並修訂《印度刑法典》（IPC），以應對兒童人口販運所帶來的挑戰。[《印度1986年人口販運活動防治法（THE IMMORAL TRAFFIC (PREVENTION) ACT, 1956，ITPA）》是《印度1956年傷風敗俗活動防治法》（SITA）的修訂版。SITA將以賣淫為目的的人口販運行為定為非法，並概述針對以任何形式，參與人口販運者所應採取的法律行動。ITPA則讓相關法律對受害者更為友善。ITPA亦建立一套系統，以協助受害者復健，並防止他們再次遭受販運。《印度刑法典》於2013年進行修訂，新增相關條文，以應對印度的人口販運問題，這些條文更符合《關於預防、禁止和懲治販運人口特別是婦女和兒童行為的補充議定書》的規範。

## 重塑批判性觀點
印度現有的法律框架，在應對兒童人口販運問題時，與國內兒童獨立遷徙的趨勢明顯脫節。專家學者擔憂，兒童福利與反人口販運相關的法律，可能無意中將獨立遷徙的兒童/青少年推向危險境地。由於有許多人的家鄉就業機會匱乏，現行法律限制這類人為就業而遷徙。此外，14至18歲的青少年被禁止從事若干高風險行業。14歲以上的青少年並無法律上的就學義務，而導致童工現象日益嚴重。這種困境迫使青少年尋求非正規就業，例如服務業和手工藝產業，而這些工作往往需要他們前往城市發展。與非親屬成年人一同遷移以尋求工作的兒童/青少年，經常被誤認為是兒童人口販運的受害者，原因在於現行法律並未考量獨立兒童遷徙的可能性。這些兒童/青少年通常被迫滯留於收容所，或被遣返回原生家庭。相關的成年人則被指控為人口販運者，並面臨法律訴訟。學者們指出，法律體系的此項限制可能會讓獨立遷徙兒童身處險境，他們因此被迫依賴人口販運仲介者前往都市，或被迫單獨步上旅途雖然目前尚無針對此挑戰的明確應對措施，學者們已提出若干可能的解決方案，例如改革教育體系，納入技能培訓、為農村居民創造就業機會，以及為致力於解決兒童人口販運問題的執法人員提供更完善的培訓。

## 大眾藝術

### 電影
與印度兒童人口販運相關的著名印度電影《貧民百萬富翁》（香港譯名《一百萬零一夜》）首先在特柳賴德電影節（Telluride Film Festival）及多倫多國際電影節和倫敦電影節上放映<，ref>. The Daily Telegraph. 31 October 2008  [2012-01-17]. （原始内容存档于2021-03-08）.</ref>《一百萬零一夜》於2009年1月9日在英國有一個隆重的全國發表會，而在美國的則於2009年1月23日舉行，2009年1月22日在孟買舉行首映。
這部電影引發觀眾強烈的反感和激烈的辯論，原因在於它極其生動地描繪印度孟買貧民窟的生活。它觸及兒童性販運、警察貪腐和暴行，以及許多兒童和家庭所面臨的惡劣生活條件。
另有兩部與此題材相關的電影：
- 《拉吉》 - 一對德國籍夫婦領養一名他們以為是來自印度加爾各答的男童孤兒。[47][48]男童在領養後第二天失蹤，他們才發現男童的親生父母仍然在世，且男童是遭人從原生家庭綁架。故事詳述他們得知真相後，所產生的劇烈反應。
- 《悉達多》為一部2013年由瑞奇·梅塔（英语：Richie Mehta）執導的印度與加拿大合製劇情電影。該片於2013年多倫多國際影展的當代世界電影環節中上映。影片敘述一名印度父親，因經濟考量，送兒子至遠方工作，而兒子隨後失蹤的故事。[49][50]

## 延伸閱讀
- Child trafficking in India:A Concern

## 外部連結
- UNICEF: India 的存檔，存档日期2010-03-09.
- Case of Child traffickers 的存檔，存档日期2012-02-27.
- Human Trafficking & Modern-day Slavery
- Exploitation of Child Labour Is a Grown Up Problem for India
- Child Exploitation
- State Child Labour Rehabilitation

Template:Sex trafficking